# Алмалык (Уфа)
Алмалы́к (баш. Алмалыҡ, досл. Яблоневый) — микрорайон в Кировском районе города Уфы. Полностью застроен индивидуальными жилыми домами.

## История
Микрорайон сформировался из старой Золотухинской слободы рядом с одной из старейших уфимских улиц Большой Усольской (ныне Сочинской).

## Расположение
Находится в юго-восточной части города у изгиба реки Белая после устья впадающей в неё речки Сутолока. Соседствует с микрорайонами Юрюзань, Дружба-2 и строящимся Южный-2.
Расположен между расходящимися после устья Сутолоки от севера жилого района магистралями: с юго-запада — улица Пугачёвская Слобода (между районом и р. Белая), с северо-востока — улица Сочинская, переходящая в улицу Софьи Перовской.
Включает Золотухинскую слободу (север жилого района) и микрорайоны Алмалык-1 (юго-восток), Алмалык-2 (центр-север), Алмалык-3 (центр-юг), Алмалык-4 (юго-запад), Алмалык-5 (запад).

## Объекты
В жилом районе имеются Торговый центр, Центр досуга (А-5), детская поликлиника (А-1), ресторан (А-2) и другие отдельные и встроенно-пристроенные учреждения обслуживания и занятости: продуктовые и промтоварные магазины, предприятия бытового обслуживания, офисы.
В жилом районе много домов частного сектора. Часть домов попадают в программу расселения ветхого жилья (муниципальная адресная программа «Развитие застроенных территорий городского округа город Уфа Республики Башкортостан на 2007—2015 годы». После сноса около 400 частных домовладений сооружаются многоэтажные (до 20 этажей) жилые дома для более чем 7 тысяч жителей, а также формируется магистраль районного значения (проектное название № 3) из жилого района в микрорайоны Южный и Колгуевский..
Зелёные зоны находятся на севере жилого района, вдоль улиц Пугачёвская Слобода, Ашхабадская, Пулемётная и к югу от района (отделяющая его от микрорайонов Южный).
На юго-западе жилого района находится Авторемонтный завод и пристань № 3, на юго-востоке — РСУ МВД РБ, на севере — офисно-складские зоны.

### Достопримечательности
- мечеть «Ихлас» c монументом Исламу в форме полумесяца, с 1997 (ул. Сочинская,43)
- здание современной архитектуры между двумя старинными (ул. Сочинская,10)

## Улицы
В жилом районе находятся следующие улицы:
- 1-я Нагорная (А-1, А-3)
- Абаканская (А-1, А-3)
- Авиаторская (А-2)
- Аргаяшская (ЗС)
- Ашхабадская (А-5)
- Грузинская (А-4, А-5)
- Зилаирская (ЗС)
- Кавказская (ЗС, А-2)
- Набережная (ЗС)
- Некрасова (А-1)
- Нечаева (А-3, А-4, А-5)
- Павловская (А-5)
- Пугачёвская Слобода (ЗС, А-4, А-5)
- Пулемётная (А-3)
- Софьи Перовской (А-1)
- Сочинская (ЗС, А-2)
- Тамьян-Китайская (ЗС, А-2)
- Усольская (ЗС, А-2)
- Читинская (ЗС)
- переулок 2-й Дуванский (А-1)
- переулок Абаканский (А-4)
- переулок Зилаирский (ЗС)
- переулок Некрасова (А-1)

## Галерея
- Мечеть «Ихлас»